# Something Else by The Kinks
Something Else by The Kinks (o simplemente Something Else) es el quinto álbum de estudio del grupo de rock inglés The Kinks. Lanzado al mercado en 1967, ha sido uno de los más valorados de su carrera por parte de la crítica especializada. En la lista que la revista musical Rolling Stone elaboró con los 500 mejores discos de la historia, Something Else ocupaba el número 288.
Uno de los sencillos del álbum, «Waterloo Sunset», constituyó uno de los mayores éxitos de la carrera de The Kinks, al situarse en el número dos de las listas de ventas británicas. Ha sido considerada por la crítica una de sus mejores canciones, y una de las mejores del pop británico de los años sesenta. Ha sido versionada por diversos artistas, como David Bowie, Def Leppard o Elliott Smith.  Se situó en el número 42 en la lista de las 500 mejores canciones de la historia de la revista Rolling Stone.
Sin embargo, el LP en su conjunto no tuvo buenas ventas, ni en el Reino Unido ni en los Estados Unidos.
El álbum fue incluido en la lista de los 500 mejores álbumes de todos los tiempos de la revista Rolling Stone, ocupando el puesto 478 en el 2020.

## Lista de canciones
Según los créditos, todas las canciones del álbum fueron compuestas por el líder del grupo, Ray Davies, excepto «Love Me Till the Sun Shines» y «Funny Face», compuestas por su hermano y guitarrista de la banda, Dave Davies, y «Death of a Clown», escrita por ambos.
| N.º | Título                      | Duración |
| --- | --------------------------- | -------- |
| 1   | David Watts                 | 2:32     |
| 2   | Death of a Clown            | 3:04     |
| 3   | Two Sisters                 | 2:01     |
| 4   | No Return                   | 2:03     |
| 5   | Harry Rag                   | 2:16     |
| 6   | Tin Soldier Man             | 2:49     |
| 7   | Situation Vacant            | 3:16     |
| 8   | Love Me Till the Sun Shines | 3:16     |
| 9   | Lazy Old Sun                | 2:48     |
| 10  | Afternoon Tea               | 3:27     |
| 11  | Funny Face                  | 2:17     |
| 12  | End of the Season           | 2:57     |
| 13  | Waterloo Sunset             | 3:15     |

### Pistas adicionales de la reedición de 1998
| N.º | Título                                     | Duración |
| --- | ------------------------------------------ | -------- |
| 14  | Act Nice and Gentle                        | 2:39     |
| 15  | Autumn Almanac                             | 3:05     |
| 16  | Susannah's Still Alive                     | 2:22     |
| 17  | Wonderboy                                  | 2:49     |
| 18  | Polly                                      | 2:51     |
| 19  | Lincoln County                             | 3:12     |
| 20  | There Is No Life Without Love              | 2:01     |
| 21  | Lazy Old Sun (Toma alternativa en estéreo) | 2:53     |

### Edición deluxe del 2011
La edición deluxe del álbum lanzada en 2011 por Sanctuary Records cuenta con 2 discos, el primero en sonido monoaural y el segundo en estereofónico, las dos cuentan con bonus tracks también en los respectivos tipos de sonido indicados en sus títulos

| Bonus Tracks del Disco 1: Mezcla en Mono |                                                          |                                               |          |  |
| N.º                                      | Título                                                   | Sesión de la BBC                              | Duración |  |
| 14.                                      | «Act Nice and Gentle»                                    |                                               |          |  |
| 15.                                      | «Mr. Pleasant»                                           |                                               |          |  |
| 16.                                      | «Susannah's Still Alive»                                 |                                               |          |  |
| 17.                                      | «Autumn Almanac»                                         |                                               |          |  |
| 18.                                      | «Harry Rag» (Toma alternativa)                           |                                               |          |  |
| 19.                                      | «David Watts» (Toma alternativa)                         |                                               |          |  |
| 20.                                      | «Afternoon Tea» (Mezcla en mono de Canadá)               |                                               |          |  |
| 21.                                      | «Sunny Afternoon» (Sesión de la BBC)                     | 25 de octubre de 1967, Studio 4 de Maida Vale |          |  |
| 22.                                      | «Autumn Almanac» (Sesión de la BBC - Mezcla alternativa) | 25 de octubre de 1967, Studio 4 de Maida Vale |          |  |
| 23.                                      | «Mr. Pleasant» (Sesión de la BBC)                        | 25 de octubre de 1967, Studio 4 de Maida Vale |          |  |
| 24.                                      | «Susannah's Still Alive» (Sesión de la BBC)              | 25 de octubre de 1967, Studio 4 de Maida Vale |          |  |
| 25.                                      | «Davis Watts» (Sesión de la BBC)                         | 4 de agosto de 1967, Teatro Playhouse         |          |  |
| 26.                                      | «Love Me Till the Sun Shines» (Sesión de la BBC)         | 4 de agosto de 1967, Teatro Playhouse         |          |  |
| 27.                                      | «Death of a Clown» (Sesión de la BBC)                    | 4 de agosto de 1967, Teatro Playhouse         |          |  |
| 28.                                      | «Good Luck Charm» (Sesión de la BBC)                     | 4 de agosto de 1967, Teatro Playhouse         |          |  |
| 29.                                      | «Harry Rag» (Sesión de la BBC)                           | 25 de octubre de 1967, Studio 4 de Maida Vale |          |  |
| 30.                                      | «Little Woman» (Outtake - Pista de acompañamiento)       |                                               |          |  |

| Bonus Tracks del Disco 2: Mezcla en Estéreo |                                                                                      |          |  |
| N.º                                         | Título                                                                               | Duración |  |
| 14.                                         | «Susannah's Still Alive»                                                             |          |  |
| 15.                                         | «Autumn Almanac»                                                                     |          |  |
| 16.                                         | «Sand On My Shoes» (Outtake)                                                         |          |  |
| 17.                                         | «Afternoon Tea» (Toma alternativa)                                                   |          |  |
| 18.                                         | «Mr. Pleasant» (Toma alternativa)                                                    |          |  |
| 19.                                         | «Lazy Old Sun» (Mezcla alternativa - Toma vocal diferente)                           |          |  |
| 20.                                         | «Funny Face» (Toma alternativa)                                                      |          |  |
| 21.                                         | «Afternoon Tea» (Mezcla alternativa)                                                 |          |  |
| 22.                                         | «Tin Soldier Man» (Toma instrumental alternativa - Pista de acompañamiento no usada) |          |  |

## Recepción
El álbum fue incluido por primera vez en el listado de The 500 Greatest Albums of All Time de la revista musical Rolling Stone, ocupando en su primera edición del 2003 el puesto 288. En su primera reedición del 2012, el álbum bajó al puesto 289. Finalmente en el 2020, para la segunda reedición del listado, el álbum sufrió una estrepitosa caída en la lista, ya que fue reubicado al puesto 478.

## Personal

### Miembros de la banda
- Ray Davies – vocalista, guitarra rítmica, armónica.
- Dave Davies – guitarra solista, guitarra de 12 cuerdas, armonías vocales, vocalista (en los temas 2, 8, 11, 16 y 19).
- Pete Quaife – bajo, armonías vocales.
- Mick Avory – batería, percusión.

### Personal adicional
- Nicky Hopkins – piano, órgano y clave.
- Rasa Davies – coros.